# Artie Bernstein
Arthur "Artie" Bernstein (New York, 4 februari 1909 - Los Angeles, 4 januari 1964) was een Amerikaanse jazz-contrabassist.
Bernstein, die kort rechten studeerde, begon zijn muzikale loopbaan als cellist in een orkest op een cruiseschip. Eind jaren twintig speelde hij contrabas en ging hij spelen in clubs in en rond New York. Hij werkte met Red Nichols (1931/1932) en de gebroeders Tommy en Jimmy Dorsey (1932-1934), daarna werkte hij als een studiomuzikant, die ook meespeelde op opnames die met jazz niets te maken hadden. Vanaf 1939 werkte hij voor bandleider Benny Goodman, die hem in 1941 ontsloeg: twee jaar later won Bernstein de lezerspoll van Down Beat. In de jaren dertig baste Bernstein mee op veel plaatopnames, van onder andere Jack Teagarden, Billie Holiday, Teddy Wilson, Maxine Sullivan en Lionel Hampton. In de jaren veertig deed hij dat voor bijvoorbeeld de Metronome-All-Stars, Red Norvo en Cootie Williams. Later werkte hij in Los Angeles in de filmindustrie, voor Universal Studios en Warner Brothers.